# St. Johannes (Poperinge)

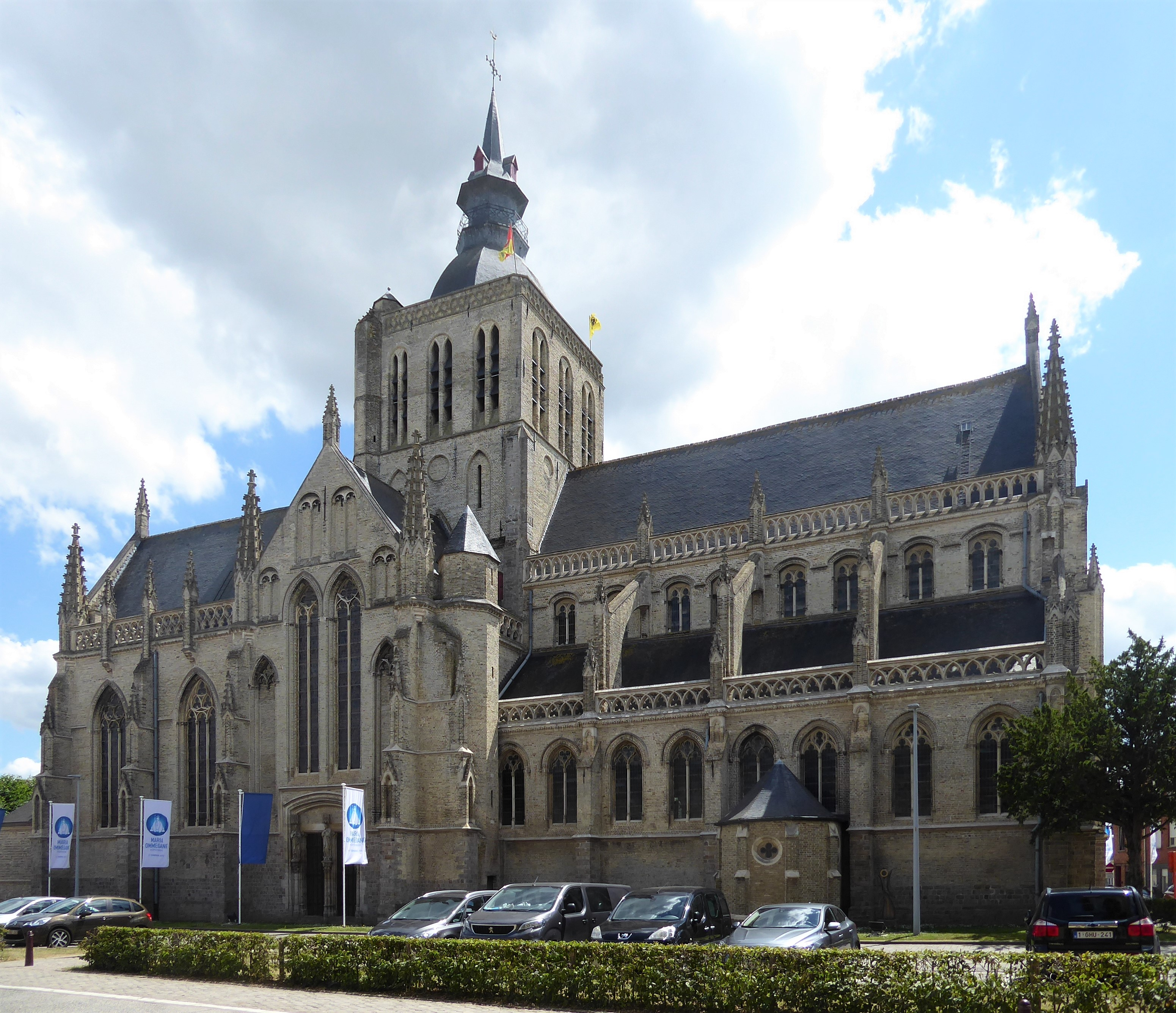
St. Johannes (Poperinge)

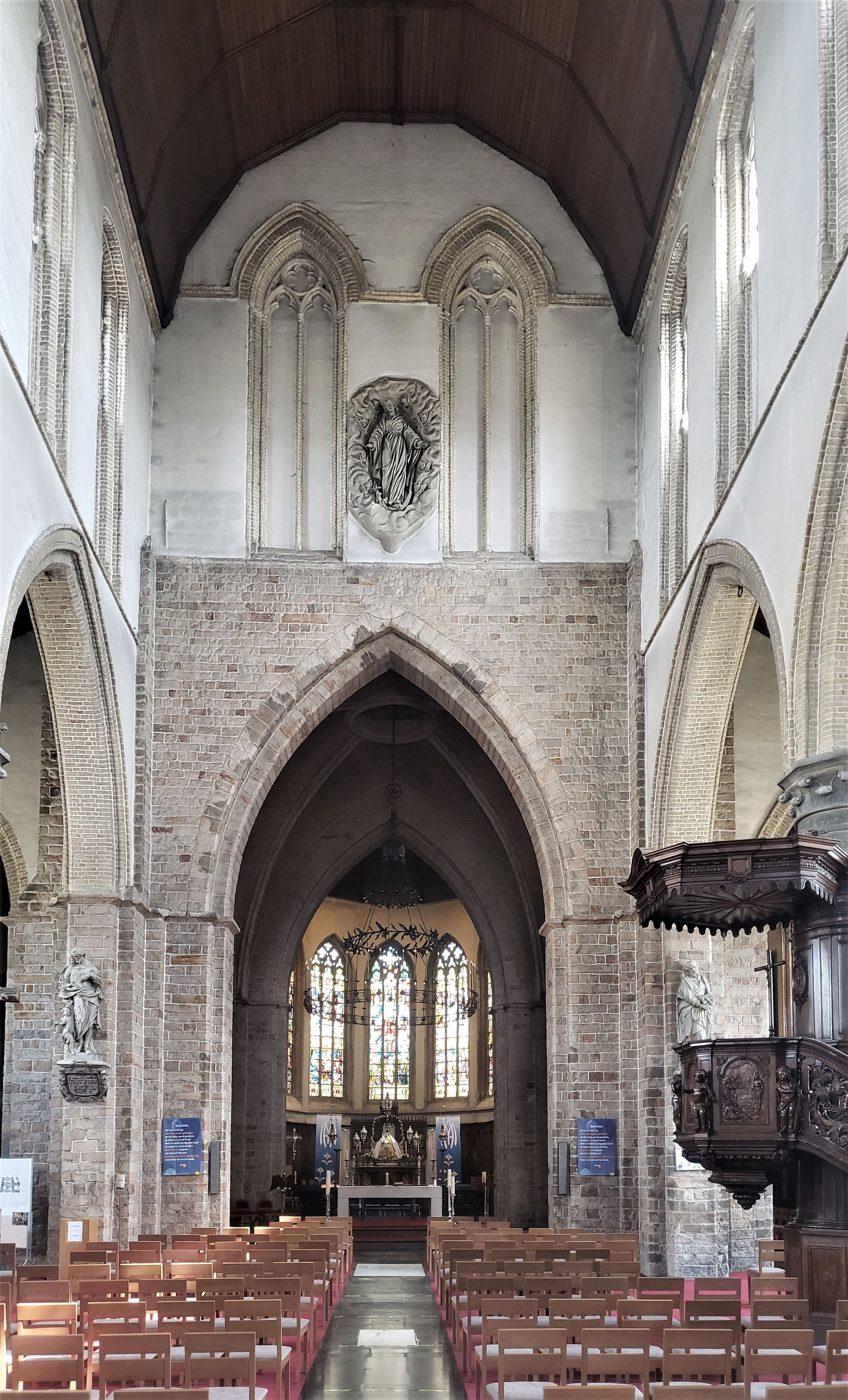
Innenansicht, Blick zur Vierung

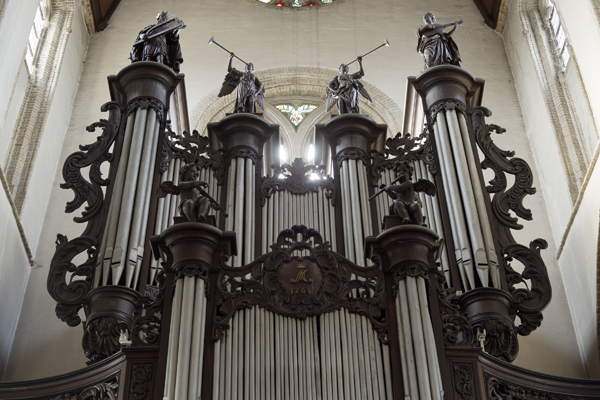
Orgel

Die St.-Johannes-Kirche (niederländisch Sint-Janskerk Poperinge) ist eine römisch-katholische Pfarrkirche in der westflämischen Stadt Poperinge, gelegen an der Sint-Janskruisstraat, und ein geschütztes Kulturdenkmal.

## Geschichte
Im Jahr 1290 erteilten der Abt der Abtei Saint-Bertin in Saint-Omer und der Bischof von Terwaan die Erlaubnis zum Bau von zwei neuen Kirchen: der Onze-Lieve-Vrouwekerk und der Sint-Janskerk, als Folge des wirtschaftlichen Aufschwungs von Poperinge.
Der Vierungsturm stammt aus der Zeit um 1300; Chor und Kirchenschiff wurden Ende des 13. und im Laufe des 14. Jahrhunderts erbaut. Ursprünglich war es eine dreischiffige Basilika. In der Mitte des 14. Jahrhunderts wurden zwei Querhausarme gebaut; zu Beginn des 15. Jahrhunderts wurde der Chor vergrößert. 1479 ereignete sich ein Wunder (Unser Lieben Frauen von St. Johannes), das viele Pilger anlockte. Daraus entwickelte sich die jährlich stattfindende „Prozession der Jungfrau Maria“. Um 1500 wurde die Kirche vergrößert und Seitenchöre wurden hinzugefügt. Die Chöre wurden mit hölzernen Tonnengewölben eingewölbt.
Der Bildersturm in der zweiten Hälfte des 16. Jahrhunderts fügte dem Gebäude wenig Schaden zu. Im ersten Viertel des 17. Jahrhunderts wurde die Spitze des Vierungsturms durch eine achteckige Kuppel ersetzt, die von einer Laterne gekrönt wurde.
In den 1930er Jahren wurde ein neugotisches Baptisterium hinzugefügt. Im Laufe des 19. Jahrhunderts wurden verschiedene Restaurierungen und Veränderungen, auch im Inneren, vorgenommen. Im Jahr 1877 wurde eine neue Sakristei gebaut. Einige Kriegsschäden wurden in den Jahren 1921–1924 behoben, wobei der klassizistische Verputz von 1830 im Innenraum entfernt wurde und – möglicherweise spätgotische – Wandmalereien entdeckt wurden.

## Architektur und Ausstattung
Das Kirchenbauwerk ist eine dreischiffige Basilika mit Hallenchor, die überwiegend aus gelbem Backstein errichtet wurde. Der Hauptchor mit seinem fünfseitigen Abschluss stammt vom Anfang des 15. Jahrhunderts, die Seitenchöre mit ihren flachen Abschlüssen von etwa 1500.
Zum Inventar gehört ein Gemälde, das das Urteil Salomos darstellt, aus dem Jahr 1630. Weitere Gemälde aus dem 17. Jahrhundert sind: Taufe Jesu, Enthauptung Johannes des Täufers und die Speisung der Fünftausend. Aus dem Jahr 1733 stammt eine Darstellung von Mariä Himmelfahrt.
Aus der Mitte des 18. Jahrhunderts ist ein Grabdenkmal erhalten, das eine heilige Barbara in bemaltem Holz enthält. Möglicherweise aus dem 18. Jahrhundert stammen einige Heiligenstatuen auf den Vierungspfeilern und eine Schmerzensmutter.
Das Kirchenmobiliar stammt hauptsächlich aus dem 17. und 18. Jahrhundert, während der Hauptaltar – im neugotischen Stil – aus der Zeit um 1900 stammt. Im nördlichen Seitenchor steht ein Seitenaltar aus dem Jahr 1670. Darin befindet sich die Wunderstatue, die möglicherweise im 15. Jahrhundert entstanden ist. Der südliche Seitenaltar, der dem heiligen Laurentius geweiht ist, wurde 1768 geschaffen. Im nördlichen Querschiff befindet sich ein Altar aus dem Jahr 1670, der der Heiligen Familie gewidmet ist. Im südlichen Querschiff befindet sich ein dem heiligen Sebastian geweihter Altar, ebenfalls aus dem Jahr 1670.
Das Chorgestühl von 1776 ist im Rokokostil gehalten. Die Vertäfelung, die aus dem dritten Viertel des 18. Jahrhunderts stammt, ist im klassischen Stil gestaltet. Die Kommunionbank stammt aus dem 18. Jahrhundert. Die Kanzel und vier Beichtstühle stammen aus dem Jahr 1780 und gehören dem Rokoko an.
1765 wurden Lettner und eine Orgel erbaut, letztere von J. J. vander Haegen. Sie wurde in der Franzosenzeit zerstört und dann repariert. 1921 wurde eine neue Orgel, hergestellt von Jules Anneessens, in das alte Gehäuse eingebaut. Diese hat heute nach mehreren Erneuerungen durch dieselbe Firma 19 Register auf zwei Manualen und Pedal.